# FIA-Formel-3-Rennwochenende in der Emilia-Romagna 2024
Das FIA-Formel-3-Rennwochenende in der Emilia-Romagna 2024 war der dritte Lauf der FIA-Formel-3-Meisterschaft 2024 und fand vom 17. bis 19. Mai auf dem Autodromo Enzo e Dino Ferrari in Imola statt.

## Meldeliste
Alle Teams und Fahrer verwendeten das Dallara-Chassis F3 2019, 3,4-Liter-V6-Saugmotoren von Mecachrome und Reifen von Pirelli.
| Team                  | Nr. | Fahrer                   | Chassis         | Motor             | Reifen |
| --------------------- | --- | ------------------------ | --------------- | ----------------- | ------ |
| Prema Racing          | 01  | Dino Beganovic           | Dallara F3 2019 | Mecachrome 3.4 V6 | P      |
| Prema Racing          | 02  | Gabriele Minì            | Dallara F3 2019 | Mecachrome 3.4 V6 | P      |
| Prema Racing          | 03  | Arvid Lindblad           | Dallara F3 2019 | Mecachrome 3.4 V6 | P      |
| Trident               | 04  | Leonardo Fornaroli       | Dallara F3 2019 | Mecachrome 3.4 V6 | P      |
| Trident               | 05  | Sami Meguetounif         | Dallara F3 2019 | Mecachrome 3.4 V6 | P      |
| Trident               | 06  | Santiago Ramos           | Dallara F3 2019 | Mecachrome 3.4 V6 | P      |
| MP Motorsport         | 07  | Tim Tramnitz             | Dallara F3 2019 | Mecachrome 3.4 V6 | P      |
| MP Motorsport         | 08  | Kacper Sztuka            | Dallara F3 2019 | Mecachrome 3.4 V6 | P      |
| MP Motorsport         | 09  | Alex Dunne               | Dallara F3 2019 | Mecachrome 3.4 V6 | P      |
| Campos Racing         | 10  | Oliver Goethe            | Dallara F3 2019 | Mecachrome 3.4 V6 | P      |
| Campos Racing         | 11  | Sebastián Montoya        | Dallara F3 2019 | Mecachrome 3.4 V6 | P      |
| Campos Racing         | 12  | Mari Boya                | Dallara F3 2019 | Mecachrome 3.4 V6 | P      |
| Hitech Pulse-Eight    | 14  | Luke Browning            | Dallara F3 2019 | Mecachrome 3.4 V6 | P      |
| Hitech Pulse-Eight    | 15  | Martinius Stenshorne     | Dallara F3 2019 | Mecachrome 3.4 V6 | P      |
| Hitech Pulse-Eight    | 16  | Cian Shields             | Dallara F3 2019 | Mecachrome 3.4 V6 | P      |
| Jenzer Motorsport     | 17  | Charlie Wurz             | Dallara F3 2019 | Mecachrome 3.4 V6 | P      |
| Jenzer Motorsport     | 18  | Max Esterson             | Dallara F3 2019 | Mecachrome 3.4 V6 | P      |
| Jenzer Motorsport     | 19  | Matías Zagazeta          | Dallara F3 2019 | Mecachrome 3.4 V6 | P      |
| Van Amersfoort Racing | 20  | Noel León                | Dallara F3 2019 | Mecachrome 3.4 V6 | P      |
| Van Amersfoort Racing | 21  | Sophia Flörsch           | Dallara F3 2019 | Mecachrome 3.4 V6 | P      |
| Van Amersfoort Racing | 22  | Tommy Smith              | Dallara F3 2019 | Mecachrome 3.4 V6 | P      |
| ART Grand Prix        | 23  | Christian Mansell        | Dallara F3 2019 | Mecachrome 3.4 V6 | P      |
| ART Grand Prix        | 24  | Laurens van Hoepen       | Dallara F3 2019 | Mecachrome 3.4 V6 | P      |
| ART Grand Prix        | 25  | Nikola Zolow             | Dallara F3 2019 | Mecachrome 3.4 V6 | P      |
| AIX Racing            | 26  | Tasanapol Inthraphuvasak | Dallara F3 2019 | Mecachrome 3.4 V6 | P      |
| AIX Racing            | 27  | Nikita Bedrin            | Dallara F3 2019 | Mecachrome 3.4 V6 | P      |
| AIX Racing            | 28  | Joshua Dufek             | Dallara F3 2019 | Mecachrome 3.4 V6 | P      |
| Rodin Motorsport      | 29  | Callum Voisin            | Dallara F3 2019 | Mecachrome 3.4 V6 | P      |
| Rodin Motorsport      | 30  | Piotr Wiśnicki           | Dallara F3 2019 | Mecachrome 3.4 V6 | P      |
| Rodin Motorsport      | 31  | Joseph Loake             | Dallara F3 2019 | Mecachrome 3.4 V6 | P      |

## Klassifikationen

### Qualifying
| Pos.                                                                                     | Fahrer                   | Team                  | Zeit     | SPR | HAU |
| ---------------------------------------------------------------------------------------- | ------------------------ | --------------------- | -------- | --- | --- |
| 01                                                                                       | Santiago Ramos           | Trident               | 1:31,767 | 12  | 01  |
| 02                                                                                       | Leonardo Fornaroli       | Trident               | 1:31,820 | 11  | 02  |
| 03                                                                                       | Sami Meguetounif         | Trident               | 1:32,019 | 10  | 03  |
| 04                                                                                       | Arvid Lindblad           | Prema Racing          | 1:32,109 | 09  | 04  |
| 05                                                                                       | Dino Beganovic           | Prema Racing          | 1:32,156 | 08  | 05  |
| 06                                                                                       | Gabriele Minì            | Prema Racing          | 1:32,178 | 07  | 06  |
| 07                                                                                       | Oliver Goethe            | Campos Racing         | 1:32,254 | 06  | 07  |
| 08                                                                                       | Laurens van Hoepen       | ART Grand Prix        | 1:32,422 | 05  | 08  |
| 09                                                                                       | Luke Browning            | Hitech Pulse-Eight    | 1:32,429 | 04  | 09  |
| 10                                                                                       | Tim Tramnitz             | MP Motorsport         | 1:32,499 | 03  | 10  |
| 11                                                                                       | Noel León                | Van Amersfoort Racing | 1:32,513 | 02  | 11  |
| 12                                                                                       | Kacper Sztuka            | MP Motorsport         | 1:32,515 | 01  | 12  |
| 13                                                                                       | Nikita Bedrin            | AIX Racing            | 1:32,677 | 13  | 13  |
| 14                                                                                       | Nikola Zolow             | ART Grand Prix        | 1:32,709 | 14  | 14  |
| 15                                                                                       | Christian Mansell        | ART Grand Prix        | 1:32,787 | 15  | 15  |
| 16                                                                                       | Matías Zagazeta          | Jenzer Motorsport     | 1:32,838 | 16  | 16  |
| 17                                                                                       | Martinius Stenshorne     | Hitech Pulse-Eight    | 1:32,869 | 17  | 17  |
| 18                                                                                       | Charlie Wurz             | Jenzer Motorsport     | 1:32,951 | 18  | 18  |
| 19                                                                                       | Callum Voisin            | Rodin Carlin          | 1:33,005 | 19  | 19  |
| 20                                                                                       | Sophia Flörsch           | Van Amersfoort Racing | 1:33,046 | 20  | 20  |
| 21                                                                                       | Joseph Loake             | Rodin Carlin          | 1:33,069 | 21  | 21  |
| 22                                                                                       | Max Esterson             | Jenzer Motorsport     | 1:33,085 | 22  | 22  |
| 23                                                                                       | Sebastián Montoya        | Campos Racing         | 1:33,135 | 23  | 23  |
| 24                                                                                       | Cian Shields             | Hitech Pulse-Eight    | 1:33,135 | 24  | 24  |
| 25                                                                                       | Tommy Smith              | Van Amersfoort Racing | 1:33,136 | 25  | 25  |
| 26                                                                                       | Piotr Wiśnicki           | Rodin Carlin          | 1:33,217 | 26  | 26  |
| 27                                                                                       | Mari Boya                | Campos Racing         | 1:33,237 | 27  | 27  |
| 28                                                                                       | Joshua Dufek             | AIX Racing            | 1:33,436 | 28  | 28  |
| 29                                                                                       | Tasanapol Inthraphuvasak | AIX Racing            | 1:33,551 | 29  | 29  |
| 107-Prozent-Zeit: 1:38,190 min (bezogen auf die Pole-Position-Bestzeit von 1:31,767 min) |                          |                       |          |     |     |
| DSQ                                                                                      | Alex Dunne               | MP Motorsport         | 1:32,121 | 30  | 30  |
| Quelle:                                                                                  |                          |                       |          |     |     |

Anmerkungen
1. ↑  Alex Dunne setzte die fünftschnellste Qualifying-Zeit, wurde aber aufgrund eines technischen Verstoßes (falscher Stabilisator in der Vorderradaufhängung) nachträglich disqualifiziert.

### Sprintrennen
| Pos.                                                                          | Fahrer                   | Team                  | Runden | Zeit      | Start | Schnellste Runde |
| ----------------------------------------------------------------------------- | ------------------------ | --------------------- | ------ | --------- | ----- | ---------------- |
| 01                                                                            | Oliver Goethe            | Campos Racing         | 18     | 34:19,754 | 06    | 1:33,596 (17.)   |
| 02                                                                            | Tim Tramnitz             | MP Motorsport         | 18     | + 2,157   | 03    | 1:34,155 (17.)   |
| 03                                                                            | Noel León                | Van Amersfoort Racing | 18     | + 5,340   | 02    | 1:33,608 (17.)   |
| 04                                                                            | Dino Beganovic           | Prema Racing          | 18     | + 8,266   | 08    | 1:34,465 (16.)   |
| 05                                                                            | Kacper Sztuka            | MP Motorsport         | 18     | + 8,811   | 01    | 1:34,590 (16.)   |
| 06                                                                            | Gabriele Minì            | Prema Racing          | 18     | + 9,404   | 07    | 1:34,509 (16.)   |
| 07                                                                            | Laurens van Hoepen       | ART Grand Prix        | 18     | + 9,795   | 05    | 1:34,538 (17.)   |
| 08                                                                            | Arvid Lindblad           | Prema Racing          | 18     | + 10,268  | 09    | 1:34,205 (17.)   |
| 09                                                                            | Nikita Bedrin            | AIX Racing            | 18     | + 10,829  | 13    | 1:34,345 (17.)   |
| 10                                                                            | Santiago Ramos           | Trident               | 18     | + 11,186  | 12    | 1:34,927 (15.)   |
| 11                                                                            | Leonardo Fornaroli       | Trident               | 18     | + 11,675  | 11    | 1:34,775 (16.)   |
| 12                                                                            | Christian Mansell        | ART Grand Prix        | 18     | + 12,352  | 15    | 1:34,848 (16.)   |
| 13                                                                            | Nikola Zolow             | ART Grand Prix        | 18     | + 12,950  | 14    | 1:34,445 (16.)   |
| 14                                                                            | Alex Dunne               | MP Motorsport         | 18     | + 13,979  | 30    | 1:34,165 (16.)   |
| 15                                                                            | Sophia Flörsch           | Van Amersfoort Racing | 18     | + 14,458  | 20    | 1:34,694 (15.)   |
| 16                                                                            | Joshua Dufek             | AIX Racing            | 18     | + 15,500  | 28    | 1:34,529 (17.)   |
| 17                                                                            | Matías Zagazeta          | Jenzer Motorsport     | 18     | + 18,617  | 16    | 1:34,848 (16.)   |
| 18                                                                            | Max Esterson             | Jenzer Motorsport     | 18     | + 18,863  | 22    | 1:34,747 (16.)   |
| 19                                                                            | Cian Shields             | Hitech Pulse-Eight    | 18     | + 19,224  | 24    | 1:34,891 (16.)   |
| 20                                                                            | Piotr Wiśnicki           | Rodin Carlin          | 18     | + 19,541  | 26    | 1:35,021 (16.)   |
| 21                                                                            | Joseph Loake             | Rodin Carlin          | 18     | + 20,039  | 21    | 1:34,852 (16.)   |
| 22                                                                            | Martinius Stenshorne     | Hitech Pulse-Eight    | 18     | + 20,680  | 17    | 1:34,519 (17.)   |
| 23                                                                            | Charlie Wurz             | Jenzer Motorsport     | 18     | + 25,023  | 18    | 1:34,388 (17.)   |
| 24                                                                            | Tommy Smith              | Van Amersfoort Racing | 18     | + 30,860  | 25    | 1:34,831 (17.)   |
| 25                                                                            | Sebastián Montoya        | Campos Racing         | 18     | + 33,815  | 23    | 1:34,332 (16.)   |
| 26                                                                            | Luke Browning            | Hitech Pulse-Eight    | 16     | DNF       | 04    | 1:34,373 (16.)   |
| –                                                                             | Tasanapol Inthraphuvasak | AIX Racing            | 12     | DNF       | 29    | 1:35,471 (04.)   |
| –                                                                             | Sami Meguetounif         | Trident               | 7      | DNF       | 10    | 1:36,399 (04.)   |
| –                                                                             | Callum Voisin            | Rodin Carlin          | 4      | DNF       | 19    | 1:36,463 (04.)   |
| –                                                                             | Mari Boya                | Campos Racing         | 0      | DNF       | 27    | keine Zeit       |
| Schnellste Rennrunde, die für Punkte berechtigt ist: Oliver Goethe (1:33,596) |                          |                       |        |           |       |                  |
| Quelle:                                                                       |                          |                       |        |           |       |                  |

Anmerkungen
1. ↑  Noel León erhielt eine Fünf-Sekunden-Strafe (Fahrspur zu oft gewechselt), die auf die Endzeit aufaddiert wurde; er verlor eine Position im Endresultat.
2. ↑  Martinius Stenshorne erhielt eine Fünf-Sekunden-Strafe (Frühstart), die auf die Endzeit aufaddiert wurde; er verlor fünf Positionen im Endresultat.
3. ↑  Charlie Wurz erhielt eine Zehn-Sekunden-Strafe (Verursachung eines Unfalles), die auf die Endzeit aufaddiert wurde; er verlor sieben Positionen im Endresultat.
4. ↑  Tommy Smith erhielt eine Zehn-Sekunden-Strafe (Verursachung eines Unfalles), die auf die Endzeit aufaddiert wurde; er verlor eine Position im Endresultat.

### Hauptrennen
| Pos.                                                                          | Fahrer                   | Team                  | Runden | Zeit       | Start | Schnellste Runde |
| ----------------------------------------------------------------------------- | ------------------------ | --------------------- | ------ | ---------- | ----- | ---------------- |
| 01                                                                            | Sami Meguetounif         | Trident               | 22     | 35:12,897  | 03    | 1:34,422 (08.)   |
| 02                                                                            | Oliver Goethe            | Campos Racing         | 22     | + 2,791    | 07    | 1:33,817 (06.)   |
| 03                                                                            | Leonardo Fornaroli       | Trident               | 22     | + 3,368    | 02    | 1:34,388 (08.)   |
| 04                                                                            | Luke Browning            | Hitech Pulse-Eight    | 22     | + 3,686    | 09    | 1:34,258 (05.)   |
| 05                                                                            | Dino Beganovic           | Prema Racing          | 22     | + 5,724    | 05    | 1:34,028 (04.)   |
| 06                                                                            | Gabriele Minì            | Prema Racing          | 22     | + 6,972    | 06    | 1:34,385 (05.)   |
| 07                                                                            | Arvid Lindblad           | Prema Racing          | 22     | + 11,575   | 04    | 1:34,426 (04.)   |
| 08                                                                            | Santiago Ramos           | Trident               | 22     | + 12,736   | 01    | 1:33,854 (06.)   |
| 09                                                                            | Mari Boya                | Campos Racing         | 22     | + 13,098   | 27    | 1:34,439 (06.)   |
| 10                                                                            | Sebastián Montoya        | Campos Racing         | 22     | + 14,769   | 23    | 1:34,262 (06.)   |
| 11                                                                            | Tim Tramnitz             | MP Motorsport         | 22     | + 18,634   | 10    | 1:34,663 (05.)   |
| 12                                                                            | Sophia Flörsch           | Van Amersfoort Racing | 22     | + 21,658   | 20    | 1:34,380 (05.)   |
| 13                                                                            | Laurens van Hoepen       | ART Grand Prix        | 22     | + 22,654   | 08    | 1:34,592 (05.)   |
| 14                                                                            | Martinius Stenshorne     | Hitech Pulse-Eight    | 22     | + 23,516   | 17    | 1:34,875 (05.)   |
| 15                                                                            | Kacper Sztuka            | MP Motorsport         | 22     | + 23,554   | 12    | 1:34,763 (05.)   |
| 16                                                                            | Alex Dunne               | MP Motorsport         | 22     | + 24,295   | 30    | 1:34,692 (06.)   |
| 17                                                                            | Matías Zagazeta          | Jenzer Motorsport     | 22     | + 25,720   | 16    | 1:34,928 (05.)   |
| 18                                                                            | Cian Shields             | Hitech Pulse-Eight    | 22     | + 29,529   | 24    | 1:34,513 (06.)   |
| 19                                                                            | Noel León                | Van Amersfoort Racing | 22     | + 30,045   | 11    | 1:34,699 (03.)   |
| 20                                                                            | Christian Mansell        | ART Grand Prix        | 22     | + 31,500   | 15    | 1:34,916 (05.)   |
| 21                                                                            | Max Esterson             | Jenzer Motorsport     | 22     | + 32,271   | 22    | 1:34,553 (06.)   |
| 22                                                                            | Joshua Dufek             | AIX Racing            | 22     | + 35,023   | 28    | 1:35,209 (07.)   |
| 23                                                                            | Piotr Wiśnicki           | Rodin Carlin          | 22     | + 37,573   | 26    | 1:35,333 (06.)   |
| 24                                                                            | Charlie Wurz             | Jenzer Motorsport     | 22     | + 40,316   | 18    | 1:34,503 (06.)   |
| 25                                                                            | Joseph Loake             | Rodin Carlin          | 22     | + 40,585   | 21    | 1:35,325 (06.)   |
| 26                                                                            | Nikola Zolow             | ART Grand Prix        | 22     | + 42,360   | 14    | 1:34,447 (08.)   |
| 27                                                                            | Tommy Smith              | Van Amersfoort Racing | 22     | + 59,188   | 25    | 1:34,996 (06.)   |
| 28                                                                            | Tasanapol Inthraphuvasak | AIX Racing            | 22     | + 1:11,428 | 29    | 1:34,685 (04.)   |
| 29                                                                            | Callum Voisin            | Rodin Carlin          | 22     | + 1:26,623 | 19    | 1:34,490 (05.)   |
| 30                                                                            | Nikita Bedrin            | AIX Racing            | 21     | + 1 Runde  | 13    | 1:34,897 (05.)   |
| Schnellste Rennrunde, die für Punkte berechtigt ist: Oliver Goethe (1:33,817) |                          |                       |        |            |       |                  |
| Quelle:                                                                       |                          |                       |        |            |       |                  |

Anmerkungen
1. ↑  Martinius Stenshorne erhielt eine Zehn-Sekunden-Strafe (Abdrängen eines anderen Fahrers), die auf die Endzeit aufaddiert wurde; er verlor vier Positionen im Endresultat.
2. ↑  Noel León erhielt eine Zehn-Sekunden-Strafe (Abdrängen eines anderen Fahrers), die auf die Endzeit aufaddiert wurde; er verlor sieben Positionen im Endresultat.
3. ↑  Tasanapol Inthraphuvasak erhielt eine Durchfahrtsstrafe (Unerlaubtes wegfahren während Streckenposten das Fahrzeug schoben), die in eine Zwanzig-Sekunden-Strafe umgewandelt und damit auf die Endzeit aufaddiert wurde; er verlor eine Position im Endresultat.
4. ↑  Callum Voisin erhielt eine Zehn-Sekunden-Strafe (Verursachung eines Unfalles), die auf die Endzeit aufaddiert wurde; er verlor keine Positionen im Endresultat.

## Meisterschafts-Stände nach dem Rennwochenende
Beim Hauptrennen (HAU) bekamen die ersten Zehn des Rennens 25, 18, 15, 12, 10, 8, 6, 4, 2 bzw. 1 Punkt(e). Beim Sprintrennen (SPR) erhielten die ersten Zehn des Rennens 10, 9, 8, 7, 6, 5, 4, 3, 2 bzw. 1 Punkt(e). Die zusätzlichen zwei Punkte für die Pole-Position im Hauptrennen gingen an Santiago Ramos, der Extrapunkt für die schnellste Rennrunde wurde an Oliver Goethe (HAU sowie SPR) vergeben.

### Fahrerwertung
| Pos. | Fahrer               | Team               | Punkte |
| ---- | -------------------- | ------------------ | ------ |
| 01   | Leonardo Fornaroli   | Trident            | 52     |
| 02   | Luke Browning        | Hitech Pulse-Eight | 49     |
| 03   | Dino Beganovic       | Prema Racing       | 45     |
| 04   | Gabriele Minì        | Prema Racing       | 45     |
| 05   | Oliver Goethe        | Campos Racing      | 41     |
| 06   | Sami Meguetounif     | Trident            | 38     |
| 07   | Arvid Lindblad       | Prema Racing       | 32     |
| 08   | Tim Tramnitz         | MP Motorsport      | 30     |
| 09   | Laurens van Hoepen   | ART Grand Prix     | 22     |
| 10   | Christian Mansell    | ART Grand Prix     | 20     |
| 11   | Mari Boya            | Campos Racing      | 19     |
| 12   | Santiago Ramos       | Trident            | 17     |
| 13   | Sebastián Montoya    | Campos Racing      | 12     |
| 14   | Martinius Stenshorne | Hitech Pulse-Eight | 10     |
| 15   | Charlie Wurz         | Jenzer Motorsport  | 10     |

| Pos. | Fahrer                   | Team                  | Punkte |
| ---- | ------------------------ | --------------------- | ------ |
| 16   | Noel León                | Van Amersfoort Racing | 8      |
| 17   | Nikola Zolow             | ART Grand Prix        | 7      |
| 18   | Kacper Sztuka            | MP Motorsport         | 6      |
| 19   | Alex Dunne               | MP Motorsport         | 6      |
| 20   | Nikita Bedrin            | AIX Racing            | 6      |
| 21   | Max Esterson             | Jenzer Motorsport     | 5      |
| 22   | Sophia Flörsch           | Van Amersfoort Racing | 0      |
| 23   | Joseph Loake             | Rodin Carlin          | 0      |
| 24   | Matías Zagazeta          | Jenzer Motorsport     | 0      |
| 25   | Tasanapol Inthraphuvasak | AIX Racing            | 0      |
| 26   | Joshua Dufek             | AIX Racing            | 0      |
| 27   | Callum Voisin            | Rodin Carlin          | 0      |
| 28   | Cian Shields             | Hitech Pulse-Eight    | 0      |
| 29   | Piotr Wiśnicki           | Rodin Carlin          | 0      |
| 30   | Tommy Smith              | Van Amersfoort Racing | 0      |

### Teamwertung
| Pos. | Konstrukteur       | Punkte |
| ---- | ------------------ | ------ |
| 01   | Prema Racing       | 122    |
| 02   | Trident            | 107    |
| 03   | Campos Racing      | 72     |
| 04   | Hitech Pulse-Eight | 59     |
| 05   | ART Grand Prix     | 49     |

| Pos. | Konstrukteur          | Punkte |
| ---- | --------------------- | ------ |
| 06   | MP Motorsport         | 42     |
| 07   | Jenzer Motorsport     | 15     |
| 08   | Van Amersfoort Racing | 8      |
| 09   | AIX Racing            | 6      |
| 10   | Rodin Motorsport      | 0      |